# Слово о Хмеле
«Слово о Хмеле» — русский литературный памятник второй половины XV века, развивающий тему осуждения пьянства, распространённую в переводных и оригинальных русских поучениях, начиная с XI века. Именно в данном произведении Хмель персонифицирован, от его лица ведётся повествование. Конкретные исторические реалии в произведении отсутствуют. Слово приписано Кириллу Философу, но без достаточных оснований, из обычного стремления представить текст более авторитетным.

## Текстология
Древнейшие списки памятника относятся к 1470-м годам, самые поздние — к XIX веку. «Слово о Хмеле» является наиболее ранним в кругу сочинений, в которых Хмель предстает как литературный персонаж и обращается с речью, соединяющей похвалу самому себе и назидание «ко всякому человеку» — князю, боярину, купцу, княжескому слуге, селянину, мастеру, женщине. В произведениях XVII века этот монолог получил повествовательное обрамление. В Слове он сохранился в чистом виде, что является главной отличительной чертой памятника, поскольку названия памятника в рукописях не всегда дают возможность определить его.
В списке, принадлежащем монаху Кирилло-Белозерского монастыря Ефросину (XV век), имеется текст, отсутствующий во всех других списках: «Лежа не мощно Бога умолити, / чести и славы не получити, / а сладка куса не снести, / медовыя чаши не пити, / а у князя в нелюбви быти, / а волости или града от него не ви-дати / Недостатки у него дома седят, / а раны у него по плечам лежат, / туга и скорбь по бедрам гладом позванивает, / убожие у него в калите гнездо свило». Это место из сборника Ефросина Ф. И. Буслаев и М. О. Скрипиль сопоставляли с сатирическим стихотворным «Словом о ленивых и о сонливых и упиянчивых», известным только по списку второй половины XVII века, и считали, что оно возникло из фрагмента «Слова о Хмеле» у Ефросина. Т. А. Махновец считает, что «Слово о ленивых» существовало уже в XV веке. По её мнению, текст «Слова о ленивом» был частично включён в «Слово о Хмеле», предположительно, раньше списка Ефросина, который имеет следы его редакторской правки и отразил уже контаминированный текст.
Наиболее широко представлен вариант Слова, не имеющий вставки из «Слова о сонливом».

## Содержание
Слово состоит из двух частей. Первая включает речь самого Хмеля, похваляющегося своей силой и угрожающего каждому, кто сведёт с ним дружбу. Обращаясь ко всякому человеку, «и к священничьскому чину, и ко князьям, и к боляром, и к слугам, и к купцем, и к богатым, и ко убогым, и к женам, старым и младым», Хмель называет физические болезни и социальные беды, которые ждут пьяниц. «Наложу ему печаль на сердце, вставшу ему с похмелиа, глава болит, очи света не видят, а ум его не идет ни на что же на доброе, а ясти не требует пити хощет и тако напивается по вся дни». Пьяница-князь не может управлять государством, и «извергнут его не княжения». Пьющие купец, княжеский слуга, селянин, мастер — все разорятся. Беды настигнут жену-пьяницу-жену. «А иже познается со мною жена, какова бы ни была, а иметься упивати допиана, учиню ее блудницею а потом ввергну ея в большую погыбель и будет от Бога отлучена, а от людей в посмесе, лучше бы ся не родила». Кичливый Хмель, обращаясь к человеку, предостерегает и угрожает, описывая бедственную участь любителей хмельного, что соответствует традициям учительного красноречия, но имеет иронический оттенок. Зачин произведения пародирует ветхозаветные пророчества («Тако глаголет Хмель…»).
Ирония исчезает во второй части памятника, сменяясь суровым обличением пьянства. Вторая часть Слова имеет прозаическую форму и представляет собой поучение против пьянства, близкое к традиционным поучениям этого типа. Слово «хмель» больше не употребляется, речь идет о пьянстве. Этот порок представлен как неискоренимый и погибельный.
В сравнении с другими произведениями на ту же тему, большее внимание уделяется земным делам, житейскому благополучию человека. Жертвы Хмеля утрачивают способность выполнять обязанности, связанные с родом их деятельности, социальным положением, теряют свой авторитет в глазах людей. Причём человек теряет его не как личность, а как представитель своей корпорации, оказывается исторгнут из системы упорядоченных отношений, что обычно для смеховой культуры Руси.
Слово выделяется среди учительных сочинений, порицающих пьянство, также трактовкой нравственных проблем. Хотя сам Хмель предупреждает о своих опасных свойствах, а вторая часть произведения содержит традиционные суждения о допустимости «пития в меру» и осуждает «безмерное» пьянство, однако многократное перечисление бедствий, ожидающих пьяниц, и отсутствие средства к спасению (молитва спасти пьяницу не может) почти не оставляют возможности «спасенного пути». Невозможность спасения объясняется отсутствием покаяния, полной невозможностью его для пьяного, которого не спасет даже молитва о нем:  «аще со всея земля сошлися бы попове и молитву сотворили, но вем, яко не прогнати пианьства, самоволнаго беса». По этой причине идея свободы нравственного выбора, соответствующая доктрине православной церкви, применительно к пьяницам превращается в издёвку.
Слово не оставляет надежды ни одной из жертв Хмеля. Всякого, кто с ним неосторожно «здружится» ждёт скорая и неизбежная кара. Соединение насмешливого поучения с суровостью наказания, характер которого соответствует характеру преступления, напоминает Повесть о Дракуле, другое произведение второй половины XV века. Хмель утверждает, что его власти избежать невозможно («руце мои держат всю землю»), но бедствия своих жертв расценивает как заслуженную кару. Так же и Дракула «как бы возлагает вину за мучения на самих жертв». «Здружившиеся» с Хмелем утрачивают способность выполнять свои обязанности и потому лишаются своего положения.
Персонаж Хмель представляет собой воплощение двойника пьющего человека. В «автопортрете» Хмеля, имеющим смеховой характер, виден облик его жертвы: «Аз есмь силен боле всех плод земных, от корени есмь силна, от племени велика и многородна. Мати моя сотворена Богом. А имею у себе нози тонци, а ютробу не объядчиву, руце мои держат всю землю, а главу имею у себе высокоумну, а умом есмь неровен, а языком многоглаголив, а очима бессрамен».
Слово имеет сходство также со «Словом о ленивом». Сон и лень, как и Хмель, неотвязны, приводят человека к нищете и неустроенности.
Слово воплощает в себе характерные для произведений XV века беллетристические черты, появляется вымышленный, фантастический персонаж.
Произведение написано ритмической прозой, местами переходящей в рифмованную речь, что сближает его с устно-поэтическим произведением о Хмеле, известным в записях XVIII—XIX века, но, возможно, существовавшим уже с XV века. Ритм Слова задан сказовым стихом, характерным для смеховой культуры. Характеристика, которую даёт себе Хмель, почерпнута в народно-поэтических образах. Некоторые обороты Слова находят аналогии в народных пословицах. По словам Д. С. Лихачёва, «Слово о Хмеле» представляет собой «нечто среднее между высокой литературой, перевернутой иронически на низкую тему, и скоморошьим раешником».
Жанром высокой литературы, на который внешне ориентировано Слово, является проповедь. К ней отсылают речь от первого лица, обращенная к широкому кругу слушателей (ко «всякому человеку» с последующим перечислением людей разного рода занятий и различного социального положения), осуждение пьянства как порока, а также настоящее время действия.
Слово не могло не настораживать читателей и переписчиков. Уже в XV веке известный книгописец Ефросин, создавший один из двух самых ранних списков памятника, нашел возможность обезопасить его содержание путём сокращения числа жертв Хмеля, почти полным отсечением прозаической части «Слова».

## Влияние
На основе текста варианта Слова, не имеющего вставки из «Слова о сонливом», во второй половине XVII века возникли повествовательные произведения «Повесть о Хмеле» (или «Притча о Хмеле»), «Послание к некоему иноку о Хмеле» и стихотворное «Слово о пьянстве». В произведениях XVII века «Слово о Хмеле» получает повествовательное обрамление. Текст «Слова о Хмеле» с некоторыми изменениями послужил подписью к лубочным картинкам.

## Значение
Содержание и форма речи Хмеля предвосхищает смеховую культуру XVII века, ментальностью которой считается безнадежность. «Слово о Хмеле» предшествует «Повести о Горе-Злочастии» (XVII век) и, по мнению Лихачева, как бы «предчувствует» появление этого произведения: «И тут и там рок персонифицируется, пьянство или горе становятся двойниками человека, преследующими его и доводящими до гибели». «Хмель — это первое и полное воплощение двойника главного героя», что сближает Слово с «Повестью о Горе-Злочастии» и далее — с литературой Нового времени. 
Двойник в Слове предстаёт как наглый, лживый и пошлый, он умеет смутить человека низкой ложью о нём, обезоружить, заставить признать безнадежность борьбы с вражеским началом в себе. В этом отношении «Слово о Хмеле» предвосхищает развитие темы двойничества в литературе XIX и XX веков (в творчестве Ф. М. Достоевского, А. А. Блока).

## Издания
- Варлаам. Описание сборника XV столетия Кирилло-Белозерского монастыря // Учен. зап. II отд. имп. Академии наук. — 1859. — Кн. 5. — С. 64—65;
- Слово о Хмеле / Подгот. текста, перевод и комм. М. Д. Каган-Тарковской // Памятники литературы Древней Руси : Вторая половина XV века. — М., 1982. — С. 578—581, 688 (по списку Ефросина XV в.);
- Слово о Хмеле // Повесть о Горе-Злочастии / Изд. подгот. Д. С. Лихачёв, Е. И. Ванеева ; Подг. текста Е. И. Ванеевой. — Л., 1984. — С. 78—81. — (Лит. памятники) (по списку XV в.; этот вариант памятника является основным).
- Послание о Хмеле / Подг. текста и комм. Н. С. Демковой, Т. А. Махновец // Памятники литературы Древней Руси : XVII век. — М., 1989. — Кн. 2. — С. 244—249, 616—617.